# Tchécoslovaquie aux Jeux olympiques d'hiver de 1988
La Tchécoslovaquie participe aux Jeux olympiques d'hiver de 1988, qui ont lieu à Calgary au Canada. Ce pays, représenté par 59 athlètes, prend part aux Jeux d'hiver pour la quinzième fois de son histoire après sa présence à toutes les éditions précédentes. Il remporte trois médailles, une d'argent et deux de bronze, ce qui le place au 15e rang du tableau des médailles.

## Médaillés
| Médaille | Athlète                                             | Sport       | Épreuve                         |
| -------- | --------------------------------------------------- | ----------- | ------------------------------- |
| Argent   | Pavel Ploc                                          | Saut à ski  | Tremplin normal hommes          |
| Bronze   | Pavel Benc Václav Korunka Radim Nyč Ladislav Švanda | Ski de fond | Relais hommes 4 × 10 kilomètres |
| Bronze   | Jiří Malec                                          | Saut à ski  | Tremplin normal hommes          |